# Dépression sous-vosgienne

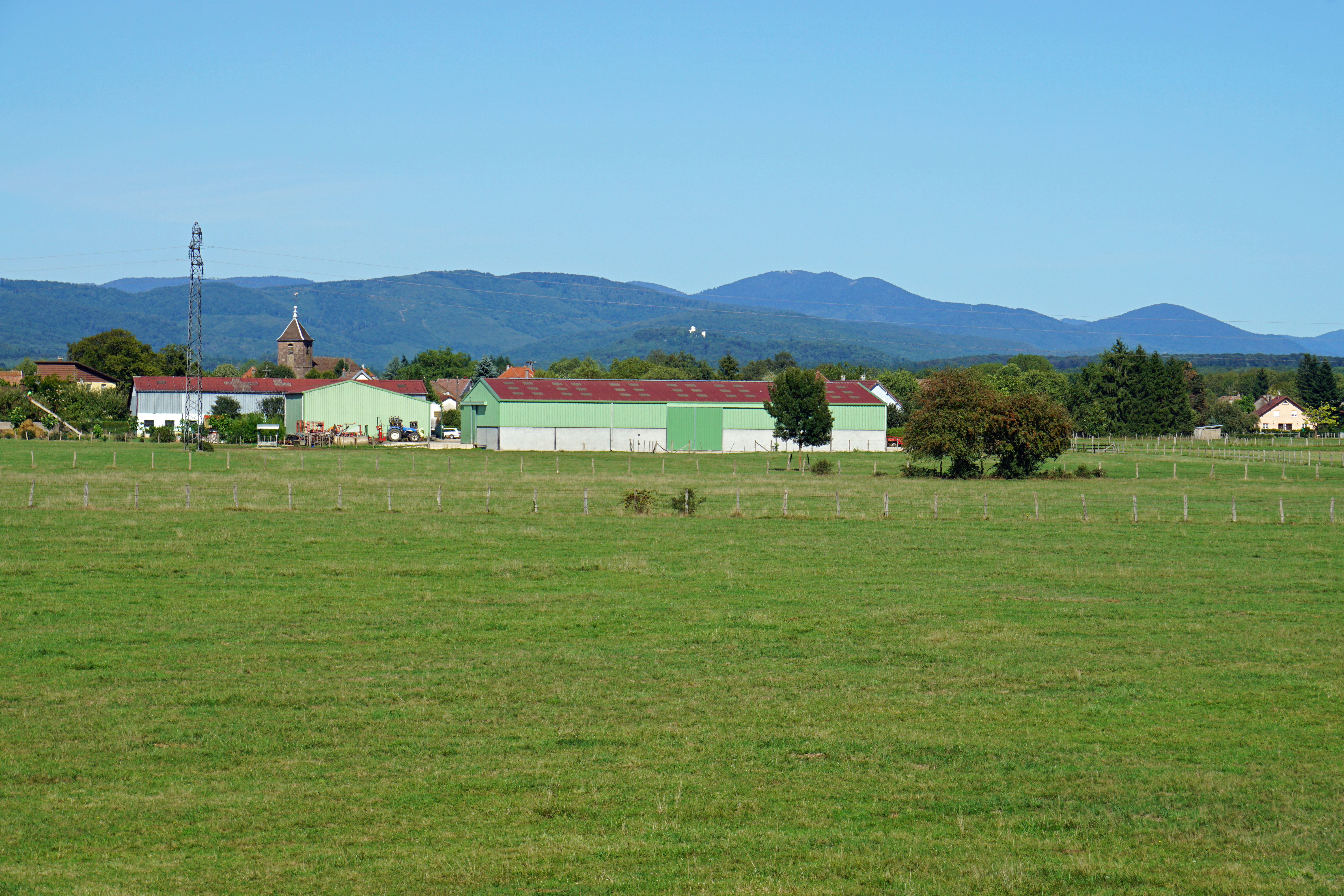
Paysage de la dépression sous-vosgienne à Roye.

La dépression sous-vosgienne est un espace géographique oblong très légèrement vallonné qui occupe le nord de la Haute-Saône dans l'axe nord-est sud-ouest. Elle a pour limite géographiquement au nord, le Massif des Vosges et au sud, la zone des plateaux et la plaine de Gray. Le bassin houiller stéphanien sous-vosgien occupe la partie est de la dépression.

## Frontières
Ses frontières sont marquées approximativement par les communes suivantes: 